# 大唐国際発電
大唐国際発電（ダタンゴージーファディエン:日本語読み:だいとうこくさいはつでん、大唐国际发電股份）は、中華人民共和国の電力会社。
中国本土の北部地域の電力を供給する、国営企業である。1994年12月設立。